# Stazione di Minami-Moriya
La stazione di Minami-Moriya (南守谷駅?, Minami-Moriya-eki) è una stazione ferroviaria di Moriya, città della prefettura di Ibaraki e servita dalla linea Jōsō delle Ferrovie del Kantō.

## Linee
Ferrovie del Kantō
● Linea Jōsō

## Struttura
La stazione è dotata di un marciapiede a isola con due binari passanti in superficie. Il fabbricato si trova al livello inferiore.
| 1 | ■ Linea Jōsō | per Moriya, Mitsukaido e Shimodate |
| 2 | ■ Linea Jōsō | per Toride                         |

## Stazioni adiacenti
| «          | Servizio      | »          |
| Linea Jōsō | Linea Jōsō    | Linea Jōsō |
| ---------- | ------------- | ---------- |
| Togashira  | Locale Rapido | Moriya     |